# 锡尔沙尔卡尼
锡尔沙尔卡尼（匈牙利語：Szilsárkány），是匈牙利杰尔-莫雄-肖普朗州所辖的一个村。总面积16.68平方公里，总人口675，人口密度40.5人/平方公里（2011年1月1日）。